# ジェフ・キャメロン
ジェフリー・スコット"ジェフ"・キャメロン（Geoffrey Scott "Geoff" Cameron, 1985年7月11日 - ）は、アメリカ合衆国マサチューセッツ州アッテルボロ出身の元サッカー選手。現役時代のポジションはセンターバック及び右サイドバック、セントラルミッドフィルダー。元アメリカ代表。
2008年にメジャーリーグサッカーのヒューストン・ダイナモでプロキャリアを開始する前にウェストバージニア大学のウェストバージニア・マウンテニア男子サッカー部及びロードアイランド大学のロードアイランド・ラムズ男子サッカー部といった大学サッカーのみならず、4部に当たるUSLプレミアデベロップメントリーグのロードアイランド・スティングレイズでプレーをしていた。プロキャリア2年目の2009年シーズン終了後にはリーグのベストイレブンに選出され、2011年シーズンにはロサンゼルス・ギャラクシーとのMLSカップに到達した。

## 経歴

### クラブ

#### 初期
マサチューセッツ州アッテルボロに生まれたキャメロンは、少年時代にベイサイドFC（Bayside FC）でプレーし、アッテルボロ高校とプロビデンスカントリーデイスクールを経てウェストバージニア大学へ進学した。ウェストバージニア・マウンテニア男子サッカー部で2季28試合に出場後、3・4年生時はロードアイランド大学へ過ごすこととなると、すぐさまにロードアイランド・ラムズ男子サッカー部の先発の座を掴み、2006年度のNCAA男子ディビジョンIサッカーチャンピオンシップでPK戦を決めてラトガース大学戦勝利に貢献した。2007年には、アトランティック10カンファレンスの年間最優秀ミッドフィルダー賞と中部大西洋岸地域選抜の1軍に選出された。また、大学サッカーと並行してUSLプレミアデベロップメントリーグのロードアイランド・スティングレイズでプレーしており、2季33試合8得点を記録した。

#### ヒューストン・ダイナモ
2008年度のMLSスーパードラフトで全42巡中3巡目にヒューストン・ダイナモから指名されてプロキャリアを開始し、3月29日のニューイングランド・レヴォリューション戦（3-0）で途中出場からプロデビューを飾ると、4月6日のFCダラス戦（3-3）で試合終了間際に同点弾にしてプロ初得点を記録した。

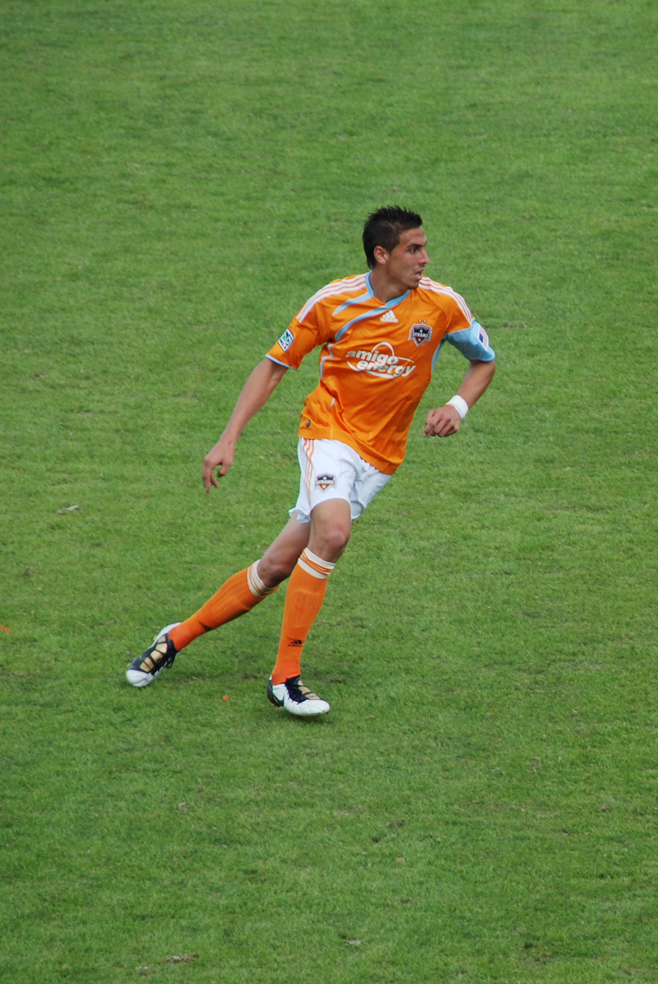
ヒューストン・ダイナモでのキャメロン

プロ1年目ながらシーズン中盤まで主に控えとして過ごしつつ、時には先発出場して自身の力を証明していったことで10月31日にショーン・フランクリン（en）とムホヘリ・ドゥベ（en）と共に年間最優秀新人賞の最終選考に選出されたことが発表された。最終的にデビュー年は、スーパーリーガとCONCACAFチャンピオンズリーグ躍進に重要な役割を果たし、リーグ戦では32試合に出場してMLSカッププレーオフ準々決勝に進出したが、ニューヨーク・レッドブルズに敗れた。また、リザーブチームの方でも出場してMLSリザーブリーグ優勝を果たしている。
2009年シーズンは主力として主にセンターバックとしてプレーし、レギュラーシーズンで1試合を除く全試合に出場して再度プレイオフ進出に貢献すると、シアトル・サウンダーズFC戦（1-0）で勝利するも、カンファレンス・ファイナルズのロサンゼルス・ギャラクシー戦（0-2）で敗退となった。リーグ戦以外では、サンディで行われたイングランド1部のエヴァートンFCとのMLSオールスターゲーム（1-1）に選出されて90分フル出場した。また、同シーズンのベストイレブンにも選出された。
2010年シーズンは、中盤を務めていたスチュアート・ホールデンとリカルド・クラークがそれぞれ国外移籍をしたことでキャメロンは再び中盤でプレーすることとなり、4月17日のチーヴァスUSA戦で得点を挙げる等、本来の守備力のみならず攻撃力も披露して活躍を示していたが、24日のシカゴ・ファイアー戦で膝を負傷したことで長期の欠場を余儀なくされた。膝の手術を受けた後、8月に練習に戻り、5日のモナルカス・モレリアとのスーパーリーガでブライアン・ミュラン（en）に代わって71分から復帰を果たすと、9月25日のDCユナイテッド戦でブラッド・デイヴィス（en）のフリーキックから頭で得点した。最終的に負傷の影響により17試合に出場機会が限られ、また、チームも7位で終える等、良くないシーズンとなった。
再びレギュラーに返り咲いた2011年シーズンは、負傷の影響を感じさせないパフォーマンスを中盤で示しつつ、ジャーメイン・テイラー（en）とアンドレ・エノー（en）がそれぞれ2011 CONCACAFゴールドカップに参加するために不在時やルイス・カマルゴ（en）加入の度にドミニク・キニアー（en）監督の要請に応じて務めたセンターバックでも活躍を見せ、レギュラーシーズンを2位でプレーオフ進出に大きく貢献し、同プレーオフでは、スポルティング・カンザスシティを2-0で破ってMLSカップに到達した。しかし、ロサンゼルス・ギャラクシーとの決勝戦に先発出場したキャメロンは、アダム・クリストマン（en）との競り合いで後方に落下した際に昨年負傷した右膝を痛めると、ハーフタイム中にキニアー監督と議論した結果、後半も出場することとなったが、ゴール前まで迫ったランドン・ドノバンに負傷の影響から対応しきれずに得点を許してしまい、最終的にそれが決勝点となってタイトル獲得とはならなかった。同シーズン中は、再びオールスターに選出されてマンチェスター・ユナイテッドFCと対戦することとなり、ジャミソン・オラベ（en）に代わって32分から出場したが、ダニー・ウェルベックのシュートに対して振り上げた足によりボールの軌道が変化してしまい、失点に関与した。2012年シーズンは、夏に国外移籍するまでの間で15試合に出場した。

#### ストーク
2012年7月にイングランド1部のストーク・シティFCと移籍金250万ドルで合意に達し、8月8日に労働許可証が付与されたことで正式に契約を締結した。ドイツ1部SpVggグロイター・フュルトとのシーズン前の親善試合で移籍後初出場を飾り、同試合で活躍を示していたが、ビザの問題からレディングFCとの開幕戦を逃したことで26日のアーセナルFC戦（0-0）まで公式戦初出場を待たなければならなかった。日頃から自身の最適な位置はセンターバックまたは中盤中央と語っていたキャメロンは、ストークでは右サイドバックで起用されており、当初は不慣れなためにトニー・ピューリス監督に不満を述べるも却下された。しかし、最終的に「最適な位置でのプレーよりも出場機会を好む」との判断からビデオで日々学んでいったことで新境地を開拓することに成功し、経験があまりないにもかかわらず感銘を与えるプレーを見せていき、移籍1季目は公式戦38試合に出場し、13位でシーズンを終了することに貢献した。シーズン終了後、シーズン中のメジャーリーグサッカーから開幕前の状態にある別のリーグへ移動したことで1年半も実戦の状態にあり、シーズン終盤は疲労との格闘に苦労したと感想を述べた。
2013-14シーズン前にピューリス監督からマーク・ヒューズ監督に交代したことで自身の最適な位置であるセンターバックで新監督に印象づけたいと語っていたが、右サイドバックで起用され続け、2013年9月22日のアーセナルFC戦（1-3）でストークでの初得点を挙げた。ヒューズ監督の下では防御面ならずウィングバックのようにチームの攻撃面を支援する働きを見せ、12月21日のアストン・ヴィラFC戦ではピーター・クラウチの得点をアシストしている。

#### QPR
2018-19シーズンはゲイリー・ローウェット監督の構想から外れたため、クイーンズ・パーク・レンジャーズFCに期限付き移籍。 19試合に出場し、2018年10月6日のダービー・カウンティFC戦で移籍後初得点となる同点ゴールを決めた。2019年7月25日、クイーンズ・パーク・レンジャーズFCに完全移籍。2020–21シーズンからはチームのキャプテンに任命された。

### シンシナティ
2021年5月13日、MLSの復帰し、FCシンシナティと1年契約を結んだ。

### 代表

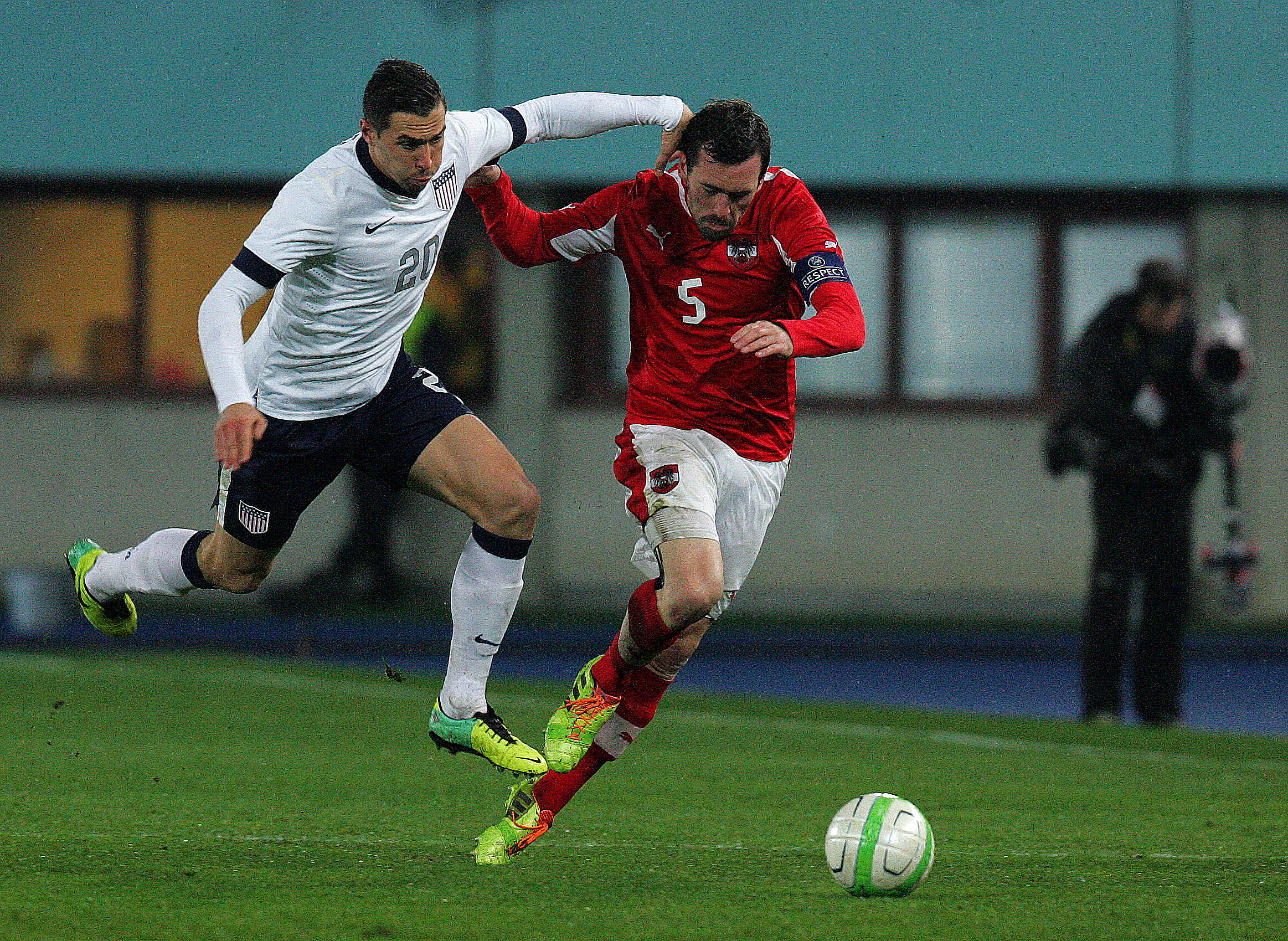
2013年、アメリカ代表でのキャメロン（左）

2009年1月にスウェーデンとの親善試合へ向けてアメリカ代表の練習に初招集されるも負傷により出場出来ず、2010年1月に今度はホンジュラス戦へ向けてカーソンでの練習に再招集されたが、同試合でも出場することはなかった。しかし、2月24日のタンパでのエルサルバドル戦でロビー・ロジャース（en）に代わって86分から初出場を飾った。ユルゲン・クリンスマン新監督の下では、2011年12月に初招集されて2012年1月21日のベネズエラとの親善試合で90分フル出場し、2013年5月29日のベルギー戦で代表初得点を記録した。

### プレイスタイル

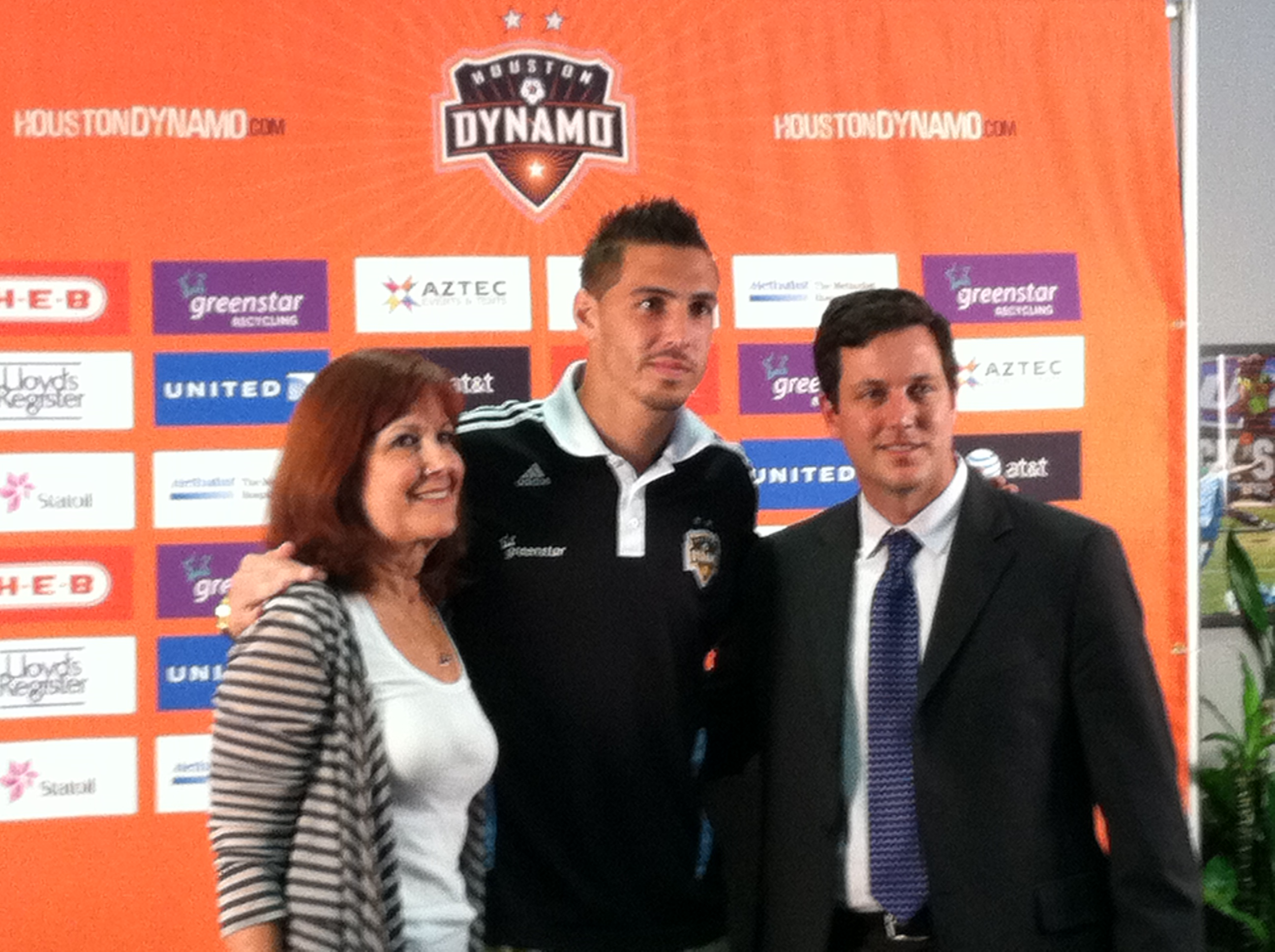
2011年の20for20キャンペーン発表会でのキャメロン（中央）

センターバックのみならず、守備的・攻撃的ミッドフィルダーでもプレーが可能な汎用性高い選手であり、またセットプレー時には屈強な体でマンマークにつき、空中戦で競り勝って冷静にボールを処理する能力で知られる。元アメリカ代表ディフェンダーのアレクシー・ララスからは、フィジカルの強さのみならず試合を読む能力やプレッシャー下でもボールを失わない精神力の強さ等を称賛され、キャメロンのストーク・シティへの移籍が決定した際にはイングランドサッカーで成功するために必要な全ての能力を持ち、ストークは満足いくクオリティのある選手を獲得したとESPNに語っている。

### 私生活
ヒューストン・ダイナモ在籍時の2011年と2012年に地元の慈善団体へ資金を調達するための社会奉仕活動20for20キャンペーンに参加しており、2011年9月にはヒューストンで背番号20を着用してフィッシャーハウス財団とドナルド・マクドナルド・ハウスのために合計2万ドルを調達すると発表し、2012年3月には白血病リンパ腫協会のために2万ドルを調達すると発表した。また、イングランドに移住以降も地域社会の活動に参加している。ボストンマラソン爆弾テロ事件の際に現場付近に家族が住んでいたことで恐怖したことを語った。

## 代表歴

### 出場大会
- アメリカ代表
  - 2014 FIFAワールドカップ

### 試合数
- 国際Aマッチ 55試合 4得点（2010年-2017年）[39]

| アメリカ代表 | 国際Aマッチ | 国際Aマッチ |
| 年           | 出場        | 得点        |
| ------------ | ----------- | ----------- |
| 2010         | 1           | 0           |
| 2011         | 0           | 0           |
| 2012         | 10          | 0           |
| 2013         | 12          | 1           |
| 2014         | 8           | 0           |
| 2015         | 6           | 2           |
| 2016         | 12          | 1           |
| 2017         | 6           | 0           |
| 通算         | 55          | 4           |

## タイトル
クラブ
ヒューストン・ダイナモ
- MLSリザーブリーグ（英語版） : 2008

個人
- MLSベストイレブン : 2009
- MLSオールスターゲーム選出 : 2009, 2011